# Semiothisa fasciosaria
Semiothisa fasciosaria là một loài bướm đêm trong họ Geometridae.